# Franck Perera
Franck Perera (Montpellier, 21 marzo 1984) è un pilota automobilistico francese, pilota ufficiale del marchio italiano, Lamborghini. Nel 2018 ha vinto la 24 Ore di Daytona nella classe GTD.

## Carriera

### Gli inizi
Nel 2002, Franck Perera inizia la sua carriera in monoposto unendosi al team italiano Prema Powerteam. Il pilota francese partecipa diverse competizioni e nel 2003 vince la Formula Renault 2000 Italia. Nel 2004 oltre gli impegni con la Prema diventa collaudatore del team di Formula 1, Panasonic Toyota Racing, ruolo che ricopre anche nella stagione 2005.
Nel 2006 entra nella GP2 Series correndo per il team francese DAMS, con Ferdinando Monfardini come suo compagno di squadra. Nella serie propedeutica della F1 Perera ottiene un solo podio arrivando secondo nella gara di Montecarlo dietro a Lewis Hamilton. A fine stagione chiude sedicesimo in classifica piloti. L'anno seguente guida per il team Condor Motorsports nel Campionato Atlantico, ottenendo tre vittorie e finisce secondo in classifica e primo tra i Rookie.
Nel febbraio del 2008 il pilota di Montpellier firma un contratto con il team Conquest per prendere parte alla Champ Car. Tuttavia, poco dopo la Champ Car si unisce alla Indy Racing League, per questo Perera non ha la possibilità di scendere in pista come d'accordi stipulati. Riesce a competere nella Indy per i primi quattro round della stagione per poi perdere il sedile a causa di problemi finanziari venendo sostituito da Jaime Camara. Nel 2008 rimasto senza sedile, partecipa agli ultimi sei round della Superleague Formula correndo per il team FMS International con i colori della Roma. Nella serie ottiene due podi e porta il team a chiudere al quinto posto in classifica. A fine stagione riesce a tornare in Indy per un'ultima corsa, viene ingaggiato dal team A.J. Foyt Racing.
Per la stagione 2009 torna a sorpresa nella GP2 Series, sostituendo Giacomo Ricci nel team David Price Racing dopo il quarto round della serie. Durante le qualifiche al Hungaroring commette un errore e causa un incidente con Romain Grosjean, per questo i guidi di gara non gli permettono di prendere parte alla corsa successiva. Anche nel round Spa è costretto a vedere le due corse dai box, questo perché non è riuscito a qualificarsi. Visto i risultati, dopo il round in Belgio lascia definitivamente la GP2 venendo sostituito da Johnny Cecotto, Jr.

### GT e Endurance
Dopo tre anni senza un programma a tempo pieno, nel 2013, il francese cerca di rilanciare la sua carriera prendo parte alla Campionato FFSA GT con la Porsche. La svolta arriva nel 2015 dove con la BMW Z4 GT3 del team TDS Racing vince l'European Le Mans Series nella classe GTC. Un altro ottimo risultato l'ottiene nel 2017, lo raggiunge nella Blancpain GT Series dove, con la Mercedes, ottiene il terzo posto sia nella Endurance Cup e sia nella Sprint Cup.
Dal 2018 si unisce al GRT Grasser Racing Team correndo con la Lamborghini Huracán GT3. Perera partecipa al ADAC GT Masters, al Blancpain GT Series e alla 24 Ore di Daytona dove ottiene la vittoria nella classe GTD insieme a Mirko Bortolotti, Rolf Ineichen e Rik Breukers. L'anno seguente diventa pilota ufficiale del marchio italiano Lamborghini e continua a correre nel Blancpain GT, l'ADAC GT Masters e nel Campionato IMSA WeatherTech SportsCar.
Nel 2022, oltre agli impegni già citati, esordisce nel Deutsche Tourenwagen Masters (DTM) correndo il round del Norisring. L'anno seguente corre nel DTM a tempo pieno per il team SSR Performance insieme ai compagni di team Alessio Deledda e Mirko Bortolotti. A Oschersleben, prima corsa stagionale, ottiene la vittoria, la prima per il marchio Lamborghini nella serie tedesca. Nel resto della stagione ottiene altri due podi, chiudendo undicesimo in classifica.
Per la stagione 2024, con la Lamborghini del team Iron Lynx, prende parte al Campionato del mondo endurance nella nuova classe GT3. Nello stesso anno prende parte alla Deutsche Tourenwagen Masters dal round del Norisring con la Lamborghini Huracán GT3 Evo 2 del team GRT Grasser Racing.
Nel novembre del 2024 prende parte ai Rookie Test del WEC con la Lamborghini SC63.  

## Risultati

### GP2
(legenda) (Le gare in grassetto indicano la pole position) (Le gare in corsivo indicano Gpv)
| Anno | Team               | 1   | 2   | 3   | 4   | 5   | 6   | 7   | 8   | 9   | 10  | 11  | 12  | 13  | 14  | 15  | 16  | 17  | 18  | 19  | 20  | 21  | Punti | Pos. |
| ---- | ------------------ | --- | --- | --- | --- | --- | --- | --- | --- | --- | --- | --- | --- | --- | --- | --- | --- | --- | --- | --- | --- | --- | ----- | ---- |
| 2006 | DAMS               | VAL | VAL | SMR | SMR | EUR | EUR | ESP | ESP | MON | GBR | GBR | FRA | FRA | GER | GER | HUN | HUN | TUR | TUR | ITA | ITA | 8     | 16°  |
| 2006 | DAMS               | 11  | 14  | Rit | 14  | Rit | 15  | 13  | Rit | 2   | Rit | 10  | Rit | 12  | 14  | 11  | 9   | Rit | 12  | 8   | 15  | 15  | 8     | 16°  |
| 2009 | David Price Racing | SPA | SPA | MON | MON | TUR | TUR | GBR | GBR | GER | GER | UNG | UNG | VAL | VAL | BEL | BEL | ITA | ITA | POR | POR |     | 0     | 28°  |
| 2009 | David Price Racing |     |     |     |     |     |     |     |     | Rit | 16  | ES  | 18  | 15  | 16† | NQ  | NQ  |     |     |     |     |     | 0     | 28°  |

### IndyCar
| Anno | Team                                        | 1      | 2      | 3       | 4     | 5   | 6    | 7   | 8   | 9   | 10  | 11  | 12  | 13  | 14  | 15  | 16  | 17  | 18     | Punti | Pos. |
| ---- | ------------------------------------------- | ------ | ------ | ------- | ----- | --- | ---- | --- | --- | --- | --- | --- | --- | --- | --- | --- | --- | --- | ------ | ----- | ---- |
| 2008 | Conquest Racing (1-4) A.J. Foyt Racing (18) | HMS 14 | STP 20 | MOT DNP | LBH 6 | KAN | INDY | MIL | TXS | IOW | RIR | WGL | NSH | MDO | EDM | KTY | SNM | DET | CHI 15 | 71    | 29°  |

### 24 Ore di Daytona
| Anno | Team                    | Co-piloti                                   | Auto                    | Classe | Giri | Pos. | Class Pos. |
| ---- | ----------------------- | ------------------------------------------- | ----------------------- | ------ | ---- | ---- | ---------- |
| 2018 | GRT Grasser Racing Team | Rolf Ineichen Mirko Bortolotti Rik Breukers | Lamborghini Huracán GT3 | GTD    | 752  | 21°  | 1°         |

### WEC
| Anno    | Squadra   | Classe | Vettura                       | QAT | IMO | SPA | LMS | SÃO | COA | FUJ | BHR | Punti | Pos. |
| ------- | --------- | ------ | ----------------------------- | --- | --- | --- | --- | --- | --- | --- | --- | ----- | ---- |
| 2024    | Iron Lynx | LMGT3  | Lamborghini Huracán GT3 Evo 2 | 12  | 13  | 3   | 13  | 14  | 12  | 13  |     | 15*   |      |
| Legenda |           |        |                               |     |     |     |     |     |     |     |     |       |      |

* Stagione in corso.

### Risultati 24 Ore di Le Mans
| Anno | Team             | Co-Pilota                         | Vettura                       | Classe | Giri | Pos. | Class Pos. |
| ---- | ---------------- | --------------------------------- | ----------------------------- | ------ | ---- | ---- | ---------- |
| 2024 | Iron Lynx        | Matteo Cressoni Claudio Schiavoni | Lamborghini Huracán GT3 Evo 2 | GT3    | 258  | 44°  | 16°        |
| 2025 | VDS Panis Racing | Oliver Gray Esteban Masson        | Oreca 07                      | LMP2   | 367  | 19°  | 2°         |